# Anže Janežič
Anže Janežič, slovenski kajakaš in kanuist, * 25. marec 1988, Ljubljana.
Skupaj z bratom dvojčkom Juretom tekmujeta v kategoriji C-2 za KKK Tacen in v reprezentanci Slovenije.

## Dosežki
| Leto | Rang tekmovanja | Kategorija | Disciplina       | Uvrstitev | Opombe                                      |
| ---- | --------------- | ---------- | ---------------- | --------- | ------------------------------------------- |
| 2003 | DP              | C-2        | slalom           | 2. mesto  |                                             |
| 2004 | SP              | C-2        | šprint           | 2. mesto  |                                             |
| 2004 | DP mladinci     | C-2        | šprint           | 1. mesto  |                                             |
| 2004 | DP              | C-2        | spust            | 3. mesto  |                                             |
| 2004 | DP mlajši člani | C-2        | spust            | 3. mesto  |                                             |
| 2004 | DP              | C-2        | slalom           | 3. mesto  |                                             |
| 2004 | DP mlajši člani | C-2        | slalom           | 2. mesto  |                                             |
| 2004 | DP mladinci     | C-2        | slalom           | 1. mesto  |                                             |
| 2005 | DP              | C-2        | spust            | 13. mesto |                                             |
| 2005 | EP              | C-2        | slalom           | 21. mesto | zgrešila za eno mesto uvrstitev v polfinale |
| 2005 | EP              | C-2        | slalom, moštveno | 6. mesto  |                                             |
| 2006 | MSP             | C-2        | slalom, moštveno | 3. mesto  |                                             |
| 2006 | DP mladinci     | C-2        | slalom           | 2. mesto  |                                             |
| 2006 | EP mladinci     | C-2        | slalom, moštveno | 1. mesto  |                                             |
| 2006 | EP mladinci     | C-2        | slalom           | 6. mesto  |                                             |
| 2006 | DP              | C-2        | šprint           | 3. mesto  |                                             |
| 2006 | DP              | C-2        | spust            | 3. mesto  |                                             |
| 2007 | DP              | C-2        | šprint           | 1. mesto  |                                             |
| 2007 | DP              | C-1        | slalom, moštveno | 2. mesto  |                                             |
| 2007 | DP              | C-2        | slalom           | 3. mesto  |                                             |